# لم لا تصمت؟

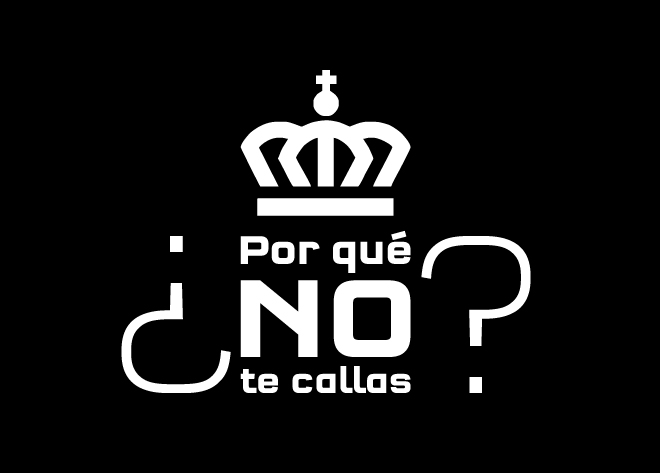

لِمَ لا تصمت؟ (بالإسبانية: Por qué no te callas?) الترجمة الحرفية: «لِمَ لا تصمت؟»، هي جملة قالها ملك إسبانيا خوان كارلوس الأول لرئيس فنزويلا هوغو تشافيز في القمة الأمريكية الأيبيرية لعام 2007 في سانتياغو، تشيلي، عندما كان تشافيز يقاطع بشكل متكرر خطاب رئيس الوزراء الإسباني خوسيه لويس رودريغيز ثاباتيرو. لفتت الجملة الانتباه وكانت محط إطراء دولي على نطاق واسع في جميع أنحاء العالم. بعد هذا الاهتمام الدولي والإطراء، أصبحت هذه الجملة حديث الساعة بين ليلة وضحاها، واكتسبت أهمية كبيرة من خلال استخدامها نغمة رنين للهواتف المحمولة، وتوليد اسم نطاق لها على الشبكة، وفي مسابقة، وفي مبيعات القمصان، والبرامج التلفزيونية، وفيديوهات اليوتيوب.

## الحادثة
في الاجتماع الذي عُقد في 10 نوفمبر عام 2007، قاطع تشافيز بشكل متكرر ثاباتيرو كي ينعت سلف ثاباتيرو -وهو خوان ماريا آثنار- بأنه «فاشي» و«أقل إنسانية من الثعابين»، وكي يتهم آثنار بدعمه لانقلاب فاشل كان يهدف للإطاحة بتشافيز من السلطة. كان ثاباتيرو قد أغضب تشافيز سابقًا من خلال الإشارة إلى أن أمريكا اللاتينية بحاجة لجذب المزيد من رأس المال الأجنبي من أجل مكافحة «الفقر المتفاقم والمزمن»، وادعى أن سياسات تشافيز أخافت المستثمرين من أمريكا اللاتينية.
أصبح هجوم تشافيز قويًا جدًا لدرجة أن ثاباتيرو نهض ليدافع عن آثنار، على الرغم من أنه كان ينتقد آثنار بشدة سابقًا. أشار ثاباتيرو إلى أن آثنار كان قد انتُخب بشكل ديمقراطي وكان «ممثلًا شرعيًا للشعب الإسباني».
على الرغم من أن المنظّمين أغلقوا ميكروفون تشافيز، استمر بالمقاطعة مع استمرار ثاباتيرو بالدفاع عن آثنار. انحنى خوان كارلوس إلى الأمام، وتوجه نحو زميله رئيس الدولة وقال: «لِمَ لا تصمت؟»، وتلقى توبيخ الملك تصفيقًا من الجمهور. فقد خاطب تشافيز مستخدمًا الصيغة غير الرسمية للضمير «أنت». (في الإسبانية، تستخدم كل من «tú» و«te» عادةً في الأحاديث غير الرسمية، بين الشباب أو عند مخاطبة الأصدقاء المقربين أو العائلة أو الأطفال، إذ يمكن اعتبارها إهانة عند استخدامها في حالات أخرى. مع ذلك، إن استخدام «tú» واسع أكثر ويعتبر هو القاعدة). بعد فترة وجيزة، غادر القاعة عندما اتهم رئيس نيكاراغوا دانييل أورتيغا إسبانيا بالتدخل في انتخابات بلاده وتذمر حول وجود شركات الطاقة الإسبانية في نيكارغوا. كانت الحادثة غير مسبوقة، إذ لم يحدث مسبقًا أن ظهر الملك بشكل غاضب بهذا الشكل في الأماكن العامة.
بالنسبة للملك، كانت الحادثة جزءًا من سنة سيئة للصورة الملكية، ذلك وفقًا لجريدة لا ناسيون التشيلية.
حللت صحيفة ذا نيويورك تايمز الحادثة، قائلةً بأنها فضحت «العلاقات المعقدة التي لا نهاية لها بين إسبانيا ومستعمراتها السابقة».

## رد الفعل
بعد الأحداث التي وقعت في القمة، أدلى هوغو تشافيز بتصريحات ضد الملك خوان كارلوس الأول، مُشككًا في شرعيته الديمقراطية، وفيما إذا كان يعلم عن محاولة الانقلاب في فنزويلا عام 2002 ويؤيدها. دافع تشافيز عن اتهاماته ضد آثنار قائلًا بأن حظر انتقاد مسؤول منتخب مثل آثنار مشابه لحظر انتقاد شخص مثل هتلر. صرح بأنه سيعيد النظر في موقف فنزويلا من إسبانيا وسيزيد مراقبة أنشطة الشركات الإسبانية في فنزويلا، إذ كانت إسبانيا المستثمر والشريك التجاري الرئيسي في العقد الماضي.
قدرت الحكومة الإسبانية رد فعل الملك ودفاع ثاباتيرو عن كرامة ممثل إسباني منتخب مثل آثنار.
بعد عدة أيام من الحادثة، طالب تشافيز الملك خوان كارلوس باعتذار وحذر إسبانيا أنه سيعيد النظر بالعلاقات الدبلوماسية ويتخذ إجراءات ضد استثمارات إسبانية مثل مجموعة سانداتير وبانكو بيلباو فيزكايا أرجنتاريا في فنزويلا. واتهم الملك بإظهار نوع من الغطرسة الإسبانية التي أدت إلى طرد إسبانيا من أمريكا الجنوبية على يد البطل الفنزويلي، سيمون بوليفار. كان الدبلوماسيون الإسبان قلقين أن تشافيز قد يستبدل هجومه على ما سماه «الإمبريالية الإسبانية» بهجوم على الاشتراكية و«الإمبريالية الأمريكية». في حديثه عن شعوب فنزويلا الأصلية، قال تشافيز عن الإسبانيين إنهم: «نحروا حناجر شعوبنا وقطعوهم إلى أجزاء صغيرة وتركوهم على مشارف البلدات والقرى، هذا هو ما فعلته الامبراطورية الإسبانية هنا». أنكرت وزارة الخارجية الإسبانية أن تكون حادثة «لِمَ لا تصمت؟» دلالة على العلاقات الأمريكية اللاتينية. يقول بعض المحللبن أن تشافيز استخدم هذه الحادثة من أجل أن «يرفع من قاعدته الشعبية بين الأغلبية الفقراء في الداخل بلغة حادة تلعب على مخاوفهم من استثمارات الدول الغنية في أمريكا اللاتينية».
وفقًا لصحيفة لوس آنجلوس تايمز، فمن غير المؤكد أيّ من الرجلين خرج من هذه الحادثة بالشكل الأسوأ: «تشافيز بسبب فظاظته وافتقاره للأدب»، أم الملك بسبب إهانته لرئيس آخر. أثارت كلمات الملك أسئلة مع اقتراب «الذكرى المئوية الثانية لاستقلال المستعمرات الإسبانية السابقة». بعد عدة أيام من الحادثة، بث التلفزيون الحكومي في فنزويلا لقطات لخوان كارلوس مع فرانسيسكو فرانكو. جرى تصوير الملك على أنه خادم الديكتاتور، لكن لم تُذكر حقيقة أن الدستور الإسباني لعام 1978 -الذي حافظ على الملكية- كان قد حصل على الموافقة من خلال استفتاء، إضافة إلى عدم ذكر الدور المفتاحي الذي لعبه الملك في إحباط محاولة انقلاب عسكري في عام 1981.
قوبل ثوران الملك بنوعين من ردود الأفعال من قبل الرؤساء الآخرين. دافع الرئيس البرازيلي لويس إيناسيو لولا دا سيلفا عن تشافيز، بينما وقف كل من رئيس البيرو والسلفادور آلان غارسيا وأنطونيو ساكا مع الملك.
أشار محرر في جريدة واشنطن بوست إلى أن «العالم الناطق بالإسبانية كان يضج بالحديث عن هذه الشتائم الكلامية» واقترح أن الملك خوان كارلوس «كان يجب عليه أن يسأل الرؤساء المجتمعين: لِمً لا تتحدثون؟».